# Machachi
Machachi è una parrocchia urbana dell'Ecuador, capoluogo del cantone di Mejía, nella provincia del Pichincha.